# Сайрус (город, Миннесота)
Са́йрус (англ. Cyrus) — город в округе Поп, штат Миннесота, США. На площади 0,7 км² (0,7 км² — суша, водоёмов нет), согласно переписи 2002 года, проживают 303 человека. Плотность населения составляет 405,6 чел./км².
- Телефонный код города — 320
- Почтовый индекс — 56323
- FIPS-код города — 27-14446[1]
- GNIS-идентификатор — 0642573[2]